# 個人建構理論
個人建構理論（英文：Personal construct theory、Personal construct psychology，簡稱PCP），是由美國心理學家喬治·亞歷山大·凱利在1950年代所提出的一套有關人格及認知的理論。相對於其他心理學人格理論，他認為動機是多餘:37。因為當時流行行為流派，所以其理論影響有限:391，但為心理學帶來新的見解。凱利他認為其理論只是一個暫時製品並最終會被取代，並鼓勵人們去挑戰一些傳統的想法:393。

## 個人構念

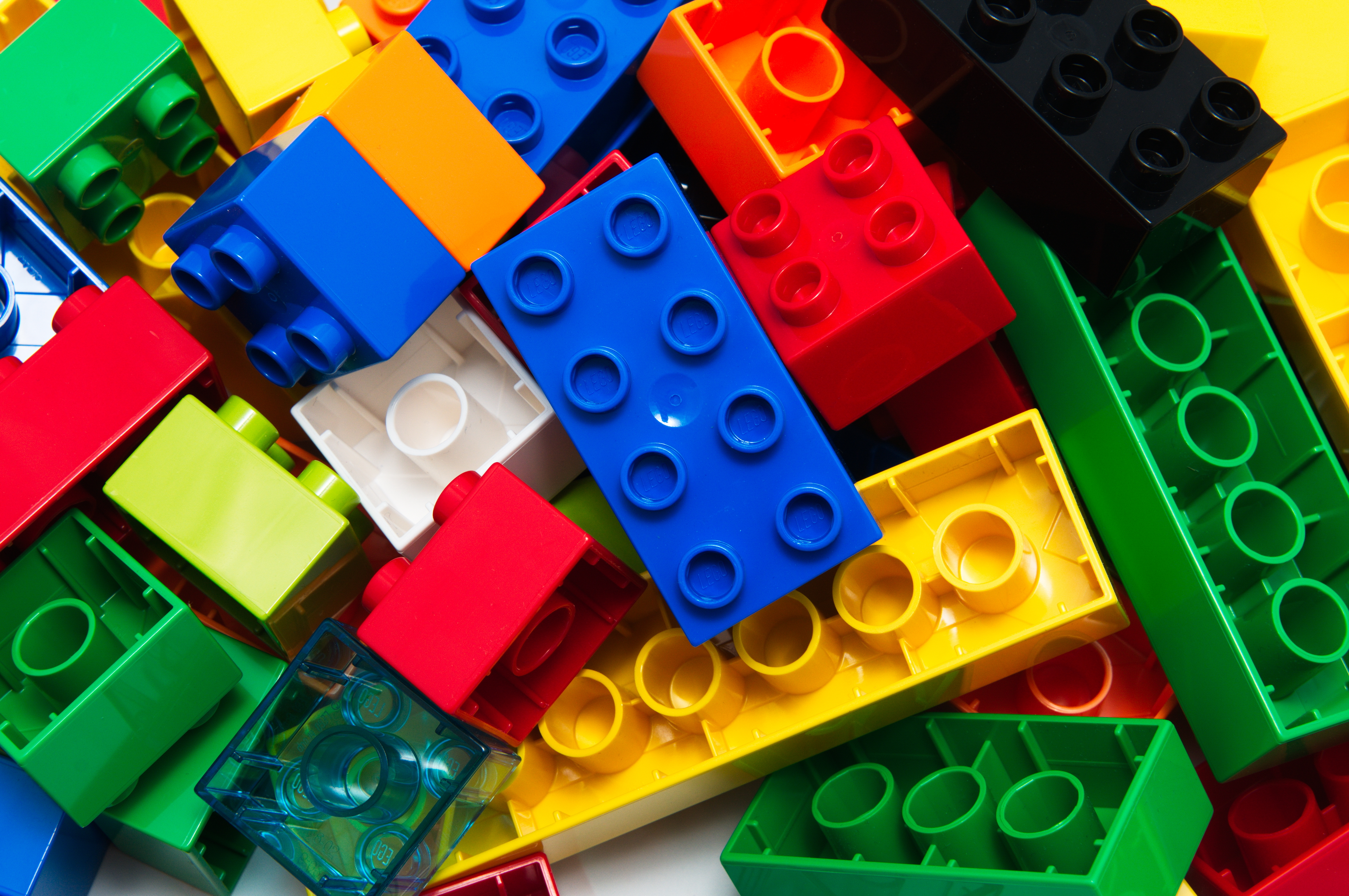
不同的人都有不同的建構系統

個人構念（Personal construct）指一些概念我們用來解釋及解釋（Construe）世界:397。人們會很自動地使用不同的構念將事物分類。有些構念是人人都一樣的，好像一個長滿綠葉的棕色柱體，正常人都會分成「樹木」。但其他構念則看個人如何分類而不同。

### 分類
- 相似與對立（Pole of similarity and contrast）：有些事物會共享一些特徵，有些則互相對立。構念對於凱利他來說，不是維度關係，而是二元之分。例如一個人是好還是壞的[7]。不同的價值觀會導致溝通失敗，例如在海因茨偷藥故事中，不同的人會故事主人公的行為有不同的評價（「他不應該妻子而偷藥」對「他愛妻子才會這樣做」或道德/不道德）。在一個研究[8]中，透過令兩個本身對立的群體（行政人員與護理人員）認識彼此相似的地方而致大家的關係更融洽。
- 語文與前語文建構[9]（Verbal and Preverbal construct）：指一些我們（或不）可以語言來描述的概念。前語文建構也可以指一些我們在學識語言前就已知曉的概念。另外，有時有些情況我們可能完全地描述其中一邊，如有些人很難去定義「好人」。而這種情況稱作submerged。
- 建構系統（The Construct System）中有兩種構念。
  - 核心/邊緣建構（Core/Peripheral constructs）：前者指我們主要影響一個人如何思考。相對前者，後者可以很容易就修改得到。例如：你對政治很堅持，但文化則不太上心，那你的「左/右派」就會很難去改變而「多元/單一」則沒有甚麽。
  - 層次分類，我們的建構系統可以是一個由上而下的分類系統。
  - 適用範圍 （英語：range of convenience）[10]與 理論適用的焦點（英語：focus of convenience）[11]。前者指大部分情況某構念都可以套用得到，而後者則指某構念最能應用得到。

### REP測試
角色建構庫測驗 （Role Construct Repertory Test，簡稱REP test）
1. 首先詢問受試者舉出一些自己生活中的人名
2. 將這些人名配對不同角色
3. 實驗員選擇其中3個角色，再問受試者那2個是相同，及另外1個與此有何分別（如媽媽、爸爸與老師）

## 人像科學家
「人像科學家」的隱喻（Person-as-scientist metaphor）指我們就像科學家去訂立不同建構來測試、評估證據來預測我們的生活會如何。建構多元性（英：Constructive alternativism）

## 認知複雜度
認知複雜度（英：Cognitive Complexity）指有些人的建構系統有很多不同但互不重疊的構念。越多這樣互不重疊的構念會令一個人更易認清事物。而越複雜的人就越能估計別人的行為，也容易分辨自己與別人的分別。而這個概念也與五大性格特質中的「經驗開放性（Openness to experience）」有關。而越複雜的人會運用多些不一致的資料令給予別人印象。Linvilley研究提議也因為個人建構較複雜的人受壓力的影響也較少，因為他們有不同的角色建構可以分散他們的注意力（例如我是考試不合格，但我是一個好畫家）。另外，也有研究認為小孩隨住年齡增長而逐漸溝建出很多事情不再關自己而是別人，這過構建過程形成了人們的同理心。

### 自我認知
在一個虛構的社交情景，詹姆士・梅西耶（James Bieri）從一班大學生樣本見到認知複雜度越高的人越不易受情緒影響，也容易在該情景作出正確的社交行為。與卡爾·羅哲斯的自我一致性不同，凱利認為人不是為了令自己一致而作某行為，而是為了能讓自己建構系統能更好預測事件:410。

## 焦慮
人之所以會焦慮是因為其遇到一些自己建構系統以外的事物。人們會害怕是擔心這些新的構念進入自己的系統中，而從中有可能會改變自的核心系統而感到威脅，例如文化衝擊。雖然人們會想改善其建構系統，但這些害怕也可以令人很固執地跟隨自己的系統。

## 心理治療應用

### fixed-role therapy
凱利發明這個方法來讓心理病患可以從新的角度看自己:415。透過讓患者去扮演其他人會如何應對某情況，並詢問患者是否想成為這個人:399。